# 大和村立西中学校
大和村立西中学校（やまとそんりつにしちゅうがっこう）は、かつて岐阜県郡上郡大和村（後の大和町。現・郡上市）に存在した公立中学校。

## 概要
- 郡上郡大和村の中学校であり、校区は大和町の西部（旧・西川村のうち有坂地区を除く）であった。有坂地区は川合村に委託された[注釈 2]。
- 1968年、大和村の3つの中学校（北中学校・南中学校・西中学校）を統合し、大和中学校の新設により廃校。
- 校舎は大和中学校西分教室として1970年まで使用された。跡地は大和西小学校の敷地の一部となっている。

## 沿革
- 1947年（昭和22年）4月1日 - 西川村立西川中学校として開校。西川小学校の校舎の一部を仮校舎とする。有坂地区は川合村に委託。内ヶ谷分校を設置。
- 1951年（昭和26年）9月 - 弥富村から、弥富村と西川村との学校組合を結成し、「弥富西川両村組合立上保中学校」を設置する計画が提案される。
- 1952年（昭和27年）7月 - 弥富西川両村組合立上保中学校の設置が白紙化される。
- 1954年（昭和29年）12月 - 屋内運動場が完成。
- 1955年（昭和30年）
  - 2月 - 西川小学校の隣接地に校舎を新築。
  - 3月28日 - 西川村、弥富村、山田村が合併し、大和村が発足。同時に大和村立西川中学校に改称する。
- 1956年（昭和31年）4月1日 - 大和村立西中学校に改称する。
- 1968年（昭和43年）
  - 3月31日 - 大和村の3つの中学校（北中学校・南中学校・西中学校）を統合。大和中学校の新設により廃校。内ヶ谷分校は大和中学校に引き継がれる。
  - 4月1日 - 大和村立大和中学校西分教室となる。
- 1970年（昭和45年）3月31日 - 大和中学校西分教室を廃止。

## 内ヶ谷分校
- 岐阜県郡上郡大和村大字内ヶ谷字上会津に存在し、西小学校内ヶ谷第一分校に併設されていた。西小学校内ヶ谷第一分校と西小学校内ヶ谷第二分校の児童が進学していた。
- 1947年4月、西川村立西川中学校内ヶ谷分校として開校。西川小学校内ヶ谷分校併設され、校舎は西川小学校内ヶ谷分校の一部を使用。
- 1955年3月28日に西川村、弥富村、山田村が合併し、大和村が発足すると大和村立西川中学校内ヶ谷分校に改称し、1956年には本校の改称に伴い大和村立西中学校内ヶ谷分校に改称する。
- 校区内の内ヶ谷開拓地[注釈 3]の人口増加により児童数生徒数が増加。西小学校内ヶ谷分校の校舎のみで小中学校兼用するには手狭となったため、1958年10月に中学校校舎を新築する。その後も内ヶ谷開拓地は児童数生徒数が増加したため、1959年に新たに西小学校内ヶ谷第二分校を分離し、西小学校内ヶ谷分校は西小学校内ヶ谷第一分校に改称する。西中学校内ヶ谷分校は西小学校内ヶ谷第一分校に併設となり、西小学校内ヶ谷第一分校と西小学校内ヶ谷第二分校の児童の通学となる。
- 1968年に大和村の3つの中学校が統合されて大和村立大和中学校が発足すると、内ヶ谷分校は統合校舎完成までは存続となり、大和村立大和中学校内ヶ谷分校となったが、統合校舎完成により1970年3月に廃校となった。